# Кадири, Мохаммед
Абдул Мохаммед Кадири (англ. Abdul Mohammed Kadiri; род. 7 марта 1996, Обуаси, Ашанти) — ганский футболист, полузащитник клуба «Араз-Нахчыван».

## Карьера

### Клубная
Кадири является воспитанником ганской академии «Барселоны». Начинал карьеру во взрослом футболе на родине, уже в сезоне 2013/14 попав в состав клуба «Ашанти Голд». Через год, в сезоне 2015, выиграл со своим клубом чемпионат Ганы. Первый гол в чемпионате Ганы забил 13 марта 2016 года в выездном матче в ворота «Секонди Хасаакас», сравняв счёт за несколько минут до конца игры.
31 августа 2016 года перешёл в состав одного из лидеров австрийской бундеслиги — венскую «Аустрию». Дебют игрока в составе нового клуба состоялся 16 октября 2016 года в гостевом матче чемпионата против «Маттерсбурга» (2:0) — Кадири вышел на замену в компенсированное время. За неполных два года, проведённые в австрийском футболе, ему так и не удалось отличиться забитыми мячами за венский клуб.
2 августа 2018 года подписал арендное соглашение сроком на один сезон с тульским «Арсеналом». Дебютировал в российской Премьер-лиге 18 августа 2018 года в выездном матче с ЦСКА (0:3), выйдя на 72-й минуте на замену. 22 сентября 2018 года забил первый гол за «Арсенал» в домашнем поединке против казанского «Рубина» (2:2).
3 июня 2019 года было объявлено о том, что с сезона 2019/20 Кадири будет выступать за киевское «Динамо». Контракт заключён по схеме 4+1.
16 сентября 2020 года на условиях аренды до конца сезона 2020/21 вернулся в тульский «Арсенал», однако 5 января 2021 года по семейным обстоятельствам попросил клуб отпустить его.

### Сборная
В 2016 году вызывался Аврамом Грантом в сборную Ганы на сборы перед матчами отборочного турнира Кубка африканских наций против Маврикия (в июне) и Руанды (в сентябре), но на поле не выходил.

## Достижения
«Ашанти Голд»
- Чемпион Ганы: 2015

«Аустрия»
- Серебряный призёр чемпионата Австрии: 2016/17

«Динамо»
- Обладатель Кубка Украины: 2019/20

## Семья
В одном из интервью Кадири утверждал, что является наследником короля Тамале — северного региона Ганы, что входит в противоречие со словами, сказанными им в другом интервью. У него есть сестра и пятеро (шестеро) братьев, двое из которых также футболисты: старший брат Фатау Мохаммед успел поиграть за ряд испанских, арабских и турецкий клубы, а младший брат Саммед Мохаммед только делает первые шаги во взрослом футболе.

## Статистика
| Выступление      | Выступление      | Выступление      | Чемпионат | Чемпионат | Кубки | Кубки | Еврокубки | Еврокубки | Итого | Итого |
| Клуб             | Лига             | Сезон            | Игры      | Голы      | Игры  | Голы  | Игры      | Голы      | Игры  | Голы  |
| ---------------- | ---------------- | ---------------- | --------- | --------- | ----- | ----- | --------- | --------- | ----- | ----- |
| Ашанти Голд      | Премьер-лига     | 2015             | 20        | 1         | 1     | 0     | —         | —         | 21    | 1     |
| Ашанти Голд      | Итого            | Итого            | 20        | 1         | 1     | 0     | 0         | 0         | 21    | 1     |
| Аустрия          | Бундеслига       | 2016/17          | 10        | 0         | 1     | 0     | —         | —         | 11    | 0     |
| Аустрия          | Бундеслига       | 2017/18          | 22        | 0         | 1     | 0     | 9         | 0         | 32    | 0     |
| Аустрия          | Итого            | Итого            | 32        | 0         | 2     | 0     | 9         | 0         | 43    | 0     |
| → Арсенал (Тула) | Премьер-лига     | 2018/19          | 22        | 1         | 5     | 1     | —         | —         | 27    | 2     |
| → Арсенал (Тула) | Премьер-лига     | 2020/21          | 11        | 2         | 2     | 0     | —         | —         | 13    | 2     |
| → Арсенал (Тула) | Итого            | Итого            | 33        | 3         | 7     | 1     | 0         | 0         | 40    | 4     |
| Динамо (Киев)    | Премьер-лига     | 2019/20          | 15        | 0         | 1     | 0     | 0         | 0         | 16    | 0     |
| Динамо (Киев)    | Итого            | Итого            | 15        | 0         | 1     | 0     | 0         | 0         | 16    | 0     |
| Всего за карьеру | Всего за карьеру | Всего за карьеру | 100       | 4         | 11    | 1     | 9         | 0         | 120   | 5     |